# 王克義
王克義，琼山县海口人，明朝政治人物、進士出身。

## 生平
永乐四年（1406年），登丙戌科進士，授建昌府推官、工部主事。